# Мистецтво та освіта
«Мистецтво та освіта» — український науково-методичний журнал мистецько-педагогічного спрямування. 

## Історія та зміст
Заснований у 1995 році Інститутом проблем виховання, Інститутом обдарованої дитини НАПНУ, Київською дитячою академією мистецтв та МОН.
Виходить у Києві українською мовою. Тираж: 1000 (у 1997), 2380 (у 2008), 355 (у 2017) примірників.  
Висвітлює досвід та методику викладання мистецьких дисциплін, художньої культури. Охоплює проблеми теорії й історії мистецької освіти, теорії та методики виховання, методики викладання музичного та образотворчого мистецтва. Поєднує теоретичне, практичне і методологічне спрямування.
Рубрики: «Теорія та історія мистецької освіти», «Методика викладання мистецтв» (сучасний досвід і новаторські методи викладання), «Нові програми» (шкільні програми для дітей різних вікових категорій), «З офіційних джерел» (законодавчі документи, методичні рекомендації), «Інформація. Рецензії» (про українських та зарубіжних діячів мистецтва і культури минулого та сьогодення, критично-бібліографічні матеріали). Також видавали додатки: «Художня галерея» (репродукції картин), «Нотна вкладка». Кожен номер супроводжує ілюстративний і графічний матеріал (фотографії, картини, графіка, ноти тощо) митців та обдарованих творчих дітей. 
У редакційній колегії — вчені та педагоги з України, Казахстану, раніше також РФ. Серед авторів: Зязюн І., Левчук Л., Миропольська Н., Падалка Г. тощо. Першим головним редактором була Масол Л., а з 2015 року — Рагозіна В. Потім голова редколегії — Шайгозова Ж.

## Джерело
- А. М. Колесніченко. Мистецтво та освіта // Енциклопедія сучасної України / ред. кол.: І. М. Дзюба [та ін.] ; НАН України, НТШ. — К. : Інститут енциклопедичних досліджень НАН України, 2018. — Т. 20 : Медична — Мікоян. — 687 с. — ISBN 978-966-02-8346-6.